# Košarkarski klub Plama-pur Ilirska Bistrica
KK Plama-pur Ilirska Bistrica je slovenski košarkarski klub iz Ilirske Bistrice, ki je bil ustanovljen leta 1950 pod imenom TVD Partizan Il. Bistrica. Leta 1962 se je klub preimenoval v Košarkarski klub Lesonit. V sezoni 1964/1965 je klub nastopal v tedanji prvi jugoslovanski zvezni ligi (Prva savezna košarkaška liga). Klub je prenehal obstajati v osemdesetih letih, zaradi prehoda igranja košarke iz zunanjih igrišč v dvorane. Klub je bil na novo ustanovljen leta 1996 kot Košarkarski klub Ilirska Bistrica, leta 1997 pa se je preimenoval v sedanje ime. Od leta 2001 do 2013 je igral v slovenski tretji ligi. V sezoni 2012/2013 je klub osvojil naslov zmagovalca 3. SKL - Zahod in napredoval v 2. SKL. V sezoni 2013/2014 je klub sezono končal na drugem mestu 2. SKL ter se udeležil kvalifikacij za napredovanje v Ligo Telemach, kjer je zabeležil štiri poraze. V sezoni 2014/2015 je klub sezono končal na sedmem mestu 2. SKL.